# 劉文徵
劉文徵（1555年—1626年），字懋學，號右吾，雲南雲南右衛軍籍，山西大同府大同縣人，明朝政治人物。

## 生平
萬曆四年（1576年）丙子科雲南鄉試第四名舉人，萬曆十一年（1583年）癸未科進士。知四川新都县，擢刑部主事，歷升郎中，萬曆二十三年（1595年）升廣西梧州府知府。丁母憂歸，服闋，改任绍兴府知府，三十年九月升任浙江副使兼右参议，分守湖州，兼摄嘉兴兵备，乞休歸。居六年，復除贵州副使、威清兵备，四十年五月升四川右参政，松潘兵备。四十四年二月升四川按察使，四十五年九月升陕西右布政使，不久致仕。天啓元年（1621年）三月，起南京鴻臚寺卿，加太僕寺卿致仕。天啓六年卒，享年七十二。

## 著作
著有《茶花館集》、《思毋編》、《松注》，又纂修有《滇志》三十三卷。

## 家族
曾祖劉桂；祖父劉昆，號南湖，壽官；父劉體仁，號一山，曾任保寧府通判。母孟氏。慈侍下。兄德徵（监生）、休徵、祥徵、信徵（贡士）、顺徵（知县）。弟寧徵。娶張氏（1562年-1635年），陕西按察司佥事張橋季女。子張揆、張㩠（舉人）。